# NGC 5117
NGC 5117 ist eine 13,5 mag helle Balkenspiralgalaxie vom Hubble-Typ SBc im Sternbild Jagdhunde. Sie ist schätzungsweise 108 Millionen Lichtjahre von der Milchstraße entfernt.
Am 21. Januar 2022 wurde in NGC 5117 eine Supernova des Typs II entdeckt (SN 2022abq), die am 2. Februar 2022 eine scheinbare Helligkeit von 15,5 mag erreicht hat.
Das Objekt wurde am 30. März 1827 von John Herschel entdeckt.